# 永山利彦
永山 利彦（ながやま としひこ）は、日本のチェロ奏者、音楽家。
徳島県出身。アンドレ・ナヴァラに師事し、ディプロマを取得してウィーン国立音楽大学を卒業。オーストリア国家演奏家資格取得。1976年には読売新聞主催の読売新人演奏会に出演し、1976年から1978年にかけてはNHKのFMリサイタルに出演した。1981年から1982年にかけての2年間はチューリッヒ交響楽団の首席奏者として活動し、1984年から1988年にかけては室谷弦楽四重奏団で活動していた。
ソリスト、室内楽奏者として活動するかたわら、東京フィルハーモニー交響楽団などで客演首席奏者として活動している。クラシック音楽にとどまらず、さまざまなアーティストとも共演しており、作編曲なども手がけている。

## 著書
- 『日本の秋 弦楽四重奏曲』 アースビート音楽出版
- 『効率よく学ぶ楽典』 株式会社ハンナ